# 蛟塘镇 (肇庆市)
蛟塘镇，是中华人民共和国广东省肇庆市高要区下辖的一个乡镇级行政单位。

## 行政区划
蛟塘镇下辖以下地区：
蛟塘镇社区、龙剑村、天鸦村、三江村、禄栏村、合山村、大布村、蛟塘村、良村、沥南村、高布村、竹围村、塱下村、新塘村、企岭村、赤坳村、云路村、坪岭村、迳洞村、洞口村和奕庆村。